# Stacy Valentine
Stacy Baker (Tulsa, Oklahoma; 9 de agosto de 1970), más conocida como Stacy Valentine, es una actriz pornográfica y modelo estadounidense retirada. Su carrera se desarrolló principalmente entre 1996 y el año 2000. Es la actual directora de casting de la revista Penthouse.

## Biografía
Aun en su Oklahoma natal, Stacy decide enviar unas fotos desnuda a la revista Girl Next Door. Las mismas, en la que ya sale luciendo su primer aumento de pecho (1994), le permiten ganar un concurso de fotos amateur. Las fotos son también publicadas en la revista Hustler. Lanzada su carrera como modelo de desnudos decide dar el salto a las películas X mudándose a Los Ángeles. Esto supone también la ruptura con su marido.
En 1996 se produce su debut en la película Bikini Beach 4. Ese mismo año se realiza una nueva operación de aumento de pecho. Poco a poco su notoriedad dentro de la industria del cine X va creciendo. En 1997 rueda Satyr junto a Jenna Jameson. En 1998 protagoniza en Forever Night, una película porno con ambiente de película de terror que rueda el prestigioso Michael Ninn.
En 1999 rueda The Girl Next Door, un emotivo documental dirigido por Christine Fugate donde cuenta muchos detalles tanto de su vida privada como de su carrera como actriz.
En el 2000 anuncia su retirada y se muda a San Diego donde se dedica a la moda, creando su propia línea de ropa. Posteriormente se traslada a Florida donde es nombrada directora de casting de Penthouse.

## Curiosidades
Eligio su pseudónimo al coincidir su primera película con el día de San Valentín. De hecho, también anunció su retirada un 14 de febrero.

## Filmografía selectiva
- Crack Attack (2001)
- My Plaything – Stacy Valentine (2000)
- The Devil in Miss Jones 6 (1999)
- New Wave Hookers 5 (1998)
- White Angel (1998)
- Forever Night (1998)
- Satyr (1997)
- My Horny Valentine (1997)
- Up and Cummers 31 (1996)

## Premios
- 1997 XRCO Starlet del año
- 1997 Editor's Choice – Mejor promesa del año
- 1998 FOXE Favorita del público
- 1998 Hot D'Or Mejor actriz estadounidense
- 1999 XRCO Actriz del años
- 1999 FOXE Favorita del público
- 1999 Barcelona International – Mejor actriz